# Seznam ameriških kolesarjev
Seznam ameriških kolesarjev.

## A
Heather Albert - Kristin Armstrong - Lance Armstrong -

## B
Dede Barry - Jeremiah Bishop - Brent Bookwalter - Jacques Boyer - Joe Breeze - Travis Brown -

## C
Stella Carey - Connie Carpenter-Phinney - Lawson Craddock - Charlie Cunningham -

## D
Tom Danielson - Joe Dombrowski - Chloé Dygert -

## E
Chris Eatough - 

## F
Tyler Farrar - Gary Fisher - John Forester - Juli Furtado -

## G
Tejay van Garderen - Ian Garrison - Missy Giove -

## H
Chad Haga - Tyler Hamilton - Andrew Hampsten - Bob Haro - Sue Haywood - Eric Heiden - George Hincapie - Mari Holden - Chris Horner - Alex Howes -

## J
John S. Johnson - Matteo Jorgenson - Bobby Julich -

## K
Charlie Kelley - Ken Kifer - Sepp Kuss -

## L
Floyd Landis - Greg LeMond - Levi Leipheimer - John Lieswyn - Kevin Livingston - 

## M
Tiffany Mann - Brandon McNulty - Dave Mirra - Scott Moninger -

## N
Amber Neben - 

## P
Danny Pate - Jacquie Phelan - Davis Phinney - Tina Pic - Frank Pipp - Neilson Powless

## R
Tom Ritchey - Bob Roll - Joey Rosskopf -

## S
Quinn Simmons - Marla Streb -

## T
Andrew Talansky - Marshall Taylor - John Tomac - Rebecca Twigg -

## V
Jonathan Vaughters - Alexey Vermeulen -

## Z
David Zabriskie - 